# Dymasius borneoensis
Dymasius borneoensis es una especie de escarabajo del género Dymasius, familia Cerambycidae. Fue descrita científicamente por Miroshnikov & Heffern en 2020.
Habita en Borneo y Malasia. Los machos y las hembras miden aproximadamente 18,5 mm. El período de vuelo de esta especie ocurre en el mes de mayo.